# Ceuthospora phacidioides
Ceuthospora phacidioides är en svampart som beskrevs av Grev. 1827. Ceuthospora phacidioides ingår i släktet Ceuthospora och familjen Phacidiaceae.   Inga underarter finns listade i Catalogue of Life.